# Naćmierz (Postomino)
Naćmierz (deutsch Natzmershagen) ist ein Dorf in der polnischen Woiwodschaft Westpommern. Es gehört zur Gmina Postomino (Gemeinde Pustamin) im Powiat Sławieński (Schlawer Kreis).

## Geographische Lage
Das Dorf liegt 20 Kilometer nördlich von Sławno (Schlawe) und 17 Kilometer nordöstlich von Darłowo (Rügenwalde). Es ist über die Woiwodschaftsstraße 203 Koszalin (Köslin)–Darłowo–Ustka (Stolpmünde) im Abzweig bei Masłowice (Masselwitz) in Richtung Jarosławiec (Jershöft) zu erreichen. Bahnanbindung besteht über Darłowo. Das Dorf liegt drei bis vier Kilometer von der Ostsee entfernt, nördlich der Ausläufer des Baltischen Höhenrückens. 
Die Gemarkung wird umgrenzt von Rusinowo (Rützenhagen) und Bylica (Schönenberg) im Westen, Jezierzany (Neuenhagen, Amt) und Jarosławiec (Jershöft) im Norden, Łącko (Lanzig) im Osten und Wszedzień (Scheddin) im Süden.

## Ortsname
Seinen deutschen Namen verdankt der Ort der in Pommern ansässigen Gründerfamilie von Natzmer. Die polnische Bezeichnung Naćmierz kommt noch einmal (mit der deutschen Bezeichnung Natzmersdorf) im Powiat Łobeski (Labes) (ehemals Kreis Regenwalde) vor.

## Geschichte
Dass der Ort Natzmershagen auf eine deutsche Gründung zurückgeht, ergibt sich aus der Form des Dorfes (Reihendorf) und aus der Namensgebung ("-hagen"). Es dürfte sich um eine der ersten ritterlichen Hagen-Siedlungen in diesem Raum handeln. Siedlungsunternehmer könnte ein Gneomarius Dobescicz von Natzmer gewesen sein, der um 1260 subcamerarius in Stolp war und mehrfach als Zeuge des Klosters Buckow und des Klosters Belbuck auftrat. Vielleicht kommt auch sein Sohn Johannes, der sich Hennecke de Ristow nannte, in Frage, der um 1300 mit Ristow und Järshagen belehnt war. 
Irgendwann ist dann der Ort in herzoglichen Besitz gekommen. In der ersten Hälfte des 15. Jahrhunderts schenkte Herzogin Adelheid das Dorf dem Kloster Marienkron. Etwa hundert Jahre später wurde Natzmershagen in das Amt Rügenwalde eingegliedert, bei dem es dann verblieb.
Bei bzw. nach der Gründung hatte Natzmershagen 12 Bauern, 2 Kossäten und 1 Mühle. Im Jahre 1818 registrierte man 240 Einwohner, deren Zahl bis 1905 auf 414 anstieg und 1939 noch 408 betrug.
Bis 1945 war Natzmershagen Teil des Amtsbezirks Neuenhagen Amt. Es gehörte zum Amtsgerichtsbezirk Rügenwalde.
Gegen Ende des Zweiten Weltkriegs wurde die Region von der Roten Armee besetzt. 
Am Abend des 7. März 1945 rückten sowjetische Truppen ohne Kampfhandlungen in den Ort ein. Hier befanden sich alle Einwohner, zahlreiche Flüchtlinge aus Ost- und Westpreußen, mehrere nach hier aus Schlawin evakuierte Familien, französische und sowjetische Kriegsgefangene sowie polnische Fremdarbeiter. Einige Männer wurden sofort in die Sowjetunion verschleppt, in der Karwoche 1945 dann alle deutschen Einwohner bis Pfingsten nach Alt Bewersdorf evakuiert. Bald nach Kriegsende wurde  die Region zusammen mit Hinterpommern mit Ausnahme militärischer Sperrgebiete seitens der sowjetischen Besatzungsmacht der Volksrepublik Polen zur Verwaltung überlassen. Allmählich begann danach die Zuwanderung von Polen. Im Juli und September 1945 wurden die Höfe von Polen übernommen. Im November 1945 schließlich wurden alle einheimischen Familien bis auf zehn von der polnischen Administration zwangsweise ausgewiesen. Am 1. Juni 1946 mussten auch die letzten Dorfbewohner ihre Heimat verlassen. 
Heute ist das Dorf mit dem Namen Naćmierz ein Teil der Gmina Postomino im Powiat Sławieński der Woiwodschaft Westpommern. Bis 1998 gehörte es zu der Woiwodschaft Stolp.

## Standesamt Natzmershagen
Bis 1945 waren die Gemeinden Jershöft, Neuenhagen, Amt, Lanzig, Körlin, Natzmershagen, Rützenhagen, Scheddin, und Schönenberg zum Standesamt Natzmershagen vereinigt, das seinen Sitz jedoch in Schönenberg hatte.

## Kirche

### Evangelische Kirche
Vor 1945 war die Bevölkerung überwiegend evangelisch. Natzmershagen gehörte zum Kirchspiel Lanzig im Kirchenkreis Rügenwalde der Kirchenprovinz Pommern der Kirche der Altpreußischen Union.

### Katholische Kirche
Die seit 1945 in dem Dorf lebenden polnische Bürger sind überwiegend römisch-katholischer Konfession. Der Ort gehört zur Pfarrei Łącko (Lanzig) im Dekanat Ustka (Stolpmünde) im Bistum Köslin-Kolberg der Katholischen Kirche in Polen. 

## Schule
Der erste Schulmeister in Natzmershagen wurde im Jahre 1737 angestellt. Ein neues Schulgebäude wurde für die einklassige Volksschule im Jahre 1825, ein wiederum neues 1912–1914 erbaut. Letzter deutscher Lehrer war Gustav Böttcher von 1907 bis 1945.